# El Capricho (Cárdenas)
El Capricho es una colonia agrícola del municipio de Cárdenas ubicado en la subregión de la Chontalpa del estado mexicano de Tabasco.

## Geografía
La localidad se ubica a 46.4 kilómetros (en dirección suroeste) de la localidad de Cárdenas, la cabecera y lugar más poblado del municipio. Se sitúa en las coordenadas geográficas 18°10′24″N 93°46′36″O / 18.173333, -93.776667, a una elevación de 3 metros sobre el nivel del mar.

## Demografía
Según el Conteo de Población y Vivienda 2020, efectuado por el Instituto Nacional de Estadística y Geografía, la localidad de El Capricho tiene 177 habitantes, de los cuales 90 son del sexo masculino y 87 del sexo femenino. Su tasa de fecundidad es de 2.82 hijos por mujer y tiene 61 viviendas particulares habitadas.
| Gráfica de evolución demográfica de El Capricho entre 1970 y 2020 |
|                                                                   |
| INEGI.                                                            |